# Stazione di Colonna (SFV)
La stazione di Colonna è una stazione ferroviaria dismessa posta sul tracciato della ferrovia Roma-Fiuggi-Alatri-Frosinone, soppressa nel 1984. Nelle vicinanze è presente la fermata RFI di Colonna Galleria posta sulla ferrovia Roma-Cassino-Napoli.

## Storia
La stazione venne inaugurata il 12 giugno 1916 in concomitanza con l'apertura al servizio del tronco da Roma a Genezzano della ferrovia Roma-Frosinone.
Venne soppressa il 25 febbraio del 1984 con la chiusura del tronco San Cesareo-Pantano Borghese.

## Strutture e impianti
La stazione possiede un fabbricato viaggiatori, uno scalo merci e tre binari di cui uno al servizio anche della banchina dello scalo.
Lo scalo è composto da un magazzino, che sotto il tetto esterno ospitava anche le mensole della linea aerea (ancora esistenti), e da un piano caricatore.
Il piazzale binari dispone di 6 binari tra cui 2 tronchi. Il binario 4, originariamente passante, con la sistemazione del piazzale nel 2006 divenne tronco.

### Museo ferroviario
Dal 2008 ha sede presso l'impianto la Ferrovia-museo della stazione di Colonna, museo fondato da Giuseppe Arena, deceduto nello stesso anno.
I primi due rotabili sono giunti nella stazione, allora in stato di abbandono dopo quasi vent'anni dalla soppressione del servizio extraurbano, nel 2006: le locomotive 434 e 04 accompagnate dal tram 402 e da carri merci di vario tipo.
Negli anni successivi arrivarono al museo anche altri rotabili tra cui l'elettrotreno 801, restaurato e riportato in livrea originaria Isabella.

## Movimento
La stazione negli anni di servizio fu interessata da traffico sia passeggeri sia merci, tutti e due espletati dalla STEFER.

## Servizi
La stazione disponeva di:
- Biglietteria a sportello
- Sala d'attesa
- Servizi igienici

## Interscambi
- Fermata ferroviaria (Colonna Galleria RFI)